# Penfieldita
La penfieldita és un mineral de la classe dels halurs. Rep el seu nom del mineralogista nord-americà Samuel Lewis Penfield (1856-1906), de la Universitat Yale.

## Característiques
La penfieldita és un halur de fórmula química Pb₂Cl₃(OH). Cristal·litza en el sistema hexagonal. La seva duresa a l'escala de Mohs es troba entre 3 i 4.
Segons la classificació de Nickel-Strunz, la penfieldita pertany a «03.DC - Oxihalurs, hidroxihalurs i halurs amb doble enllaç, amb Pb (As,Sb,Bi), sense Cu» juntament amb els següents minerals: laurionita, paralaurionita, fiedlerita, laurelita, bismoclita, daubreeïta, matlockita, rorisita, zavaritskita, zhangpeishanita, nadorita, perita, aravaipaïta, calcioaravaipaïta, thorikosita, mereheadita, blixita, pinalita, symesita, ecdemita, heliofil·lita, mendipita, damaraïta, onoratoïta, cotunnita, pseudocotunnita i barstowita.

## Formació i jaciments
Va ser descoberta al districte de Làurion, a la prefectura d'Àtica, Grècia. També ha estat descrita en altres indrets de Grècia, així com a Itàlia, Àustria, la República Txeca, el Regne Unit, els Estats Units, Xile, Afganistan, el Vietnam, Sud-àfrica i Tunísia.